# Coliracemata
Coliracemata is een geslacht van weekdieren uit de klasse van de Gastropoda (slakken).

## Soorten
- Coliracemata clarkae Ponder, Fukuda & Hallan, 2014
- Coliracemata innocens (Preston, 1915)
- Coliracemata katurana Ponder, Fukuda & Hallan, 2014
- Coliracemata microscopica (Nevill, 1877)
- Coliracemata mortoni Ponder, Fukuda & Hallan, 2014